# L'albero del male
L'albero del male (The Guardian) è un film del 1990 diretto da William Friedkin e interpretato da Jenny Seagrove, Dwier Brown e Carey Lowell. Appartenente al filone demoniaco post-esorcista, il film è tratto dal romanzo The Nanny di Dan Greenburg.

## Trama
Molly e Allan Sheridan escono di casa lasciando i loro figli, un bambino di pochi anni e una neonata di 4 settimane, insieme alla fidata babysitter. La ragazza ha tuttavia un piano malvagio in mente: trascina con sé la neonata presso uno strano albero che assorbe la bambina al suo interno, nutrendosi della sua vita e della sua purezza. I genitori rientrano in casa perché la donna aveva dimenticato la sua borsa ma ormai è troppo tardi: la bambina è stata sacrificata e la babysitter ha fatto perdere le proprie tracce. Qualche tempo dopo, Phil e Kate Starling si trasferiscono a Los Angeles per motivi di lavoro in una casa progettata da un noto architetto del luogo, Ned, che diventerà loro amico. Kate rivela a Phil di essere incinta; di lì a poco dà alla luce Jake Starling. La coppia decide di assumere una bambinaia; dopo averne esaminate alcune, la loro attenzione si sofferma in particolare su Arlene e Camilla, che rispetto alla altre appaiono più istruite. La loro prima scelta è Arlene, tuttavia la ragazza muore ai piedi dell'albero in cui era stata inglobata la figlia degli Sheridan; il ruolo diventa quindi di Camilla.
La donna entra così nella loro villa alle falde della foresta. Camilla sembra essere una governante perfetta, sempre amorevole e attenta nei confronti del bambino. La donna è tuttavia un druido devoto all'albero e decide fin da subito che quando il piccolo avrà 4 settimane di vita lo sacrificherà a esso. Camilla insiste affinché Kate ricominci ad allattare al seno il bambino e crea un'apparenza di normalità agli occhi della coppia, assumendo anche atteggiamenti seducenti con Phil e con l'amico Ned. Ned si innamora di lei mentre lo stesso Phil fa dei sogni erotici su di lei. La donna alleva Jake affinché sia pronto al sacrificio e lo porta spesso con sé nella foresta; qui viene aggredita da tre balordi intenzionati a violentarla, tuttavia l'albero e i coyote che lo servono uccidono i tre uomini. Il giorno dopo Camilla esce di casa con la scusa di fare shopping; la donna è tuttavia diretta all'albero, con cui ha intenzione di avere un rapporto sessuale. Ned, che si era presentato dagli Starling per invitare Camilla a uscire, la segue e vede la scena. I coyote lo aggrediscono, ma lui riesce a rifugiarsi in casa.
Dopo aver tentato invano di farsi soccorrere dalla polizia e aver lasciato un messaggio vocale agli Starling, Ned viene aggredito dai coyote e dalla stessa Camilla, che rivela di possedere poteri sovrannaturali. L'uomo viene ucciso. Il giorno successivo, Molly Sheridan si presenta dagli Starling e racconta a Phil di quanto le è accaduto, sostenendo che la sua babysitter potrebbe essere Camila; il nome che aveva fornito a lei e le raccomandazioni erano false. Dopo aver scoperto che anche le raccomandazioni di Camila sono false e aver ascoltato il messaggio di Ned, Phil caccia via Camila in malo modo; proprio in quel momento Jake ha uno strano malore e viene ricoverato in ospedale. Qui Camilla prova a rapirlo. Phil la colpisce e i due genitori scappano via col bambino. Ne segue uno scontro in cui i due investono Camila con la loro macchina proprio ai piedi dell'albero, dopo che la donna aveva magicamente levitato in aria; il cadavere tuttavia scompare nel nulla e la polizia non crede ai due coniugi.
Gli Starling sono intenzionati a tornare alla loro città, Chicago, tuttavia prima Phil decide di distruggere l'albero: l'uomo ha infatti notato le forme di bambino ai piedi del vegetale e ha intuito costa sta accadendo. Mentre l'uomo attacca l'albero con una motosega, producendo fiumi di sangue a ogni taglio, sua moglie viene aggredita proprio da Camilla, ancora intenzionata a sacrificare Jake. I tentativi di Kate di liberarsene appaiono vani; tuttavia, quando l'albero finalmente perisce sotto i colpi di Phil, anche Camilla muore e scompare nel nulla. I due coniugi possono finalmente riunirsi e godersi la loro vita familiare; tuttavia un gufo, simbolo molto amato da Camilla e apparentemente legato alla magia dell'albero, resta appollaiato davanti alla loro abitazione.

## Slogan promozionali
- «Tonight, while the world is asleep... an ancient evil is about to awaken.»
«Mentre il mondo dorme il demonio si risveglia.»

## Produzione
Girato principalmente tra Los Angeles e Santa Clarita, il film nasce come trasposizione del romanzo The Nanny di Dan Greenburg che tuttavia non include riferimenti ai druidi: questi sono stati aggiunti dal regista, che aveva precedentemente studiato la tematica per interesse personale. In un primo momento lo sceneggiatore Stephen Volk e il produttore Sam Raimi erano interessati al progetto ma lo hanno abbandonato a causa di divergenze creative col regista: Volk avrebbe voluto rendere la babysitter una reincarnazione del demone ebraico Lilith, mentre Friedkin ha voluto concentrarsi sul druidismo e rendere dunque Camilla un druido devoto a un albero malefico. In un primo momento Uma Thurman era stata considerata per il ruolo di Camilla, poi andato a Jenny Seagrove.

## Distribuzione
Il film fu pubblicato nel circuito cinematografico il 27 aprile 1990. Negli anni successivi venne trasmessa nella sola TV statunitense una versione ricca di tagli del film. Per tale versione venne accreditato come regista Alan Smithee dal momento che Friedkin non apprezzò i rimaneggiamenti eseguiti.

## Accoglienza

### Pubblico
Il film ha incassato 17 milioni di dollari nel solo mercato statunitense.

### Critica
Sull'aggregatore Rotten Tomatoes il film riceve il 30% delle recensioni professionali positive con un voto medio di 4,4 su 10 basato su 10 critiche.